# Васильев, Дмитрий Николаевич (военный)
Дми́трий Никола́евич Васи́льев (укр. Дмитро Миколайович Васильєв; 20 февраля 1978, Первомайск — 19 марта 2022, Запорожская область) — украинский военнослужащий, подполковник, участник российско-украинской войны. Герой Украины (13 апреля 2022, посмертно).

## Биография
Дмитрий Васильев родился 20 февраля 1978 года в городе Первомайске Николаевской области.
После окончания учёбы в 1995 году поступил в Хмельницкое командное артиллерийское училище, где и закончил в 2000 году артиллериста-ракетчика, его направили в Хмельницкий, где он прошёл службу к командиру ракетного дивизиона 19-й ракетной бригады «Праздники Варвара». Являлся участником АТО и ООС.
С первых дней российского вторжения в Украину в 2022 году подполковник Дмитрий Васильев руководил ракетным дивизионом.
По заявлению Офиса Президента Украины, подполковник Дмитрий Васильев руководил ракетным дивизионом, нанесшим точные удары по колонне противника возле населённого пункта Чонгар, а с 24 февраля по 18 марта 2022 года его ракетный дивизион наносил удары по скоплению войск противника возле населённых пунктов Васильевка, Токмак, Мелитополь, Пологи, Гуляйполе, Каменка, Днепрорудное, Бердянск, Большая Белозерка.18 марта 2022 года Дмитрий Васильев вместе с подразделением попал под обстрел в Запорожской области и погиб на следующий день в результате тяжёлых ранений.
Похоронен 23 марта 2022 года на Аллее Славы в Хмельницком.
Остались жена и двое детей.

## Награды
- Звание «Герой Украины» с удостоением ордена «Золотая Звезда» (26 марта 2022, посмертно) — за личное мужество и героизм, проявленные в защите государственного суверенитета и территориальной целостности Украины, верность военной присяге[3].

- Орден Богдана Хмельницкого II степени (22 марта 2022, посмертно) — за личное мужество и высокий профессионализм, проявленные в защите государственного суверенитета и территориальной целостности Украины, верность военной присяге[4].

- Орден Богдана Хмельницкого III степени (12 октября 2017) — за весомый личный вклад в укрепление обороноспособности Украинского государства, мужество, самоотверженность и высокий профессионализм, проявленные во время боевых действий, образцовое исполнение служебных обязанностей[5].

## Память
- Решением внеочередной шестнадцатой сессии Хмельницкого городского совета № 22 от 28 апреля 2022 улица Попова в микрорайоне Раково переименована в улицу Героя Украины Дмитрия Васильева[6].

- 29 августа 2022 года в День памяти защитников Украины, погибших в борьбе за независимость, суверенитет и территориальную целостность нашего государства, Президент Украины Владимир Зеленский передал орден «Золотая Звезда» членам семьи погибшего Героя Украины[7][8].

- Решением сессии Первомайского городского совета Николаевской области от 4 апреля 2023 года улица Каменомостовская в Первомайске переименована в улицу Героя Украины Дмитрия Васильева[9].

- Решением Первомайского городского совета № 4 от 29.08.2024 года присвоено звание «Почётный гражданин города Первомайска»[10].